# Мухамед Кізіто
Мухамед Кізіто (англ. Muhamed Kizito; 17 жовтня 1974) — угандійський боксер, чемпіон Всеафриканських ігор.

## Спортивна кар'єра
1999 року Кізіто став переможцем на Всеафриканських іграх, здолавши в фіналі господаря турніру Пумзіле Матуіла (ПАР).
На Олімпійських іграх 2000 Кізіто програв в першому бою Іванасу Стаповичюсу (Литва) — 3-9.